# Жиганшин, Руслан Наильевич
Руслан Наильевич Жиганшин (род. 25 сентября 1992 года в Москве, Россия)— бывший российский фигурист, выступавший в танцах на льду. Мастер спорта России международного класса.
Со второй половины 2014 года по весну 2017 года выступал в паре с Еленой Ильиных. Они — чемпионы России 2015, серебряные призёры этапа Гран-при «Cup of Russia» сезона 2014—2015, серебряные призёры командного чемпионата мира 2015 года.
Ранее выступал в паре с Викторией Синициной: чемпион мира среди юниоров по фигурному катанию 2012 года, победитель юниорского Финала Гран-при 2012 года, бронзовый призёр зимней Универсиады 2013 года и чемпионата России 2014 года.
По состоянию на 16 мая 2017 года пара Ильиных/Жиганшин занимала 24-е место в рейтинге Международного союза конькобежцев (ИСУ).

## Карьера
Руслан Жиганшин родился в Москве в сентябре 1992 года. Он — младший брат Нелли Жиганшиной, ранее выступавшей также в танцах на льду за Германию. Фигурным катанием начал заниматься с четырёх лет на стадионе Юных пионеров, сначала как одиночник, затем встал в пару с Валерией Зенковой. С конца 2004 года начал выступать в паре с Викторией Синициной в танцах на льду.

### В паре с Викторией Синициной
Пара тренировалась под руководством Светланы Алексеевой. С 2008 года являлись членами сборной команды России. В 2010 году заняли второе место в финале юниорского Гран-при, а на следующий год — выиграли его. В 2012 году в Минске они победили на юниорском чемпионате мира. С осени 2012 года пара перешла на взрослый уровень выступлений. На этапе Гран-при в Москве в 2012 году заняли третье место. В декабре 2013 года пара вошла в состав российской сборной на зимнюю Универсиаду в Италии. После первого дня уверенно занимали второе место. Однако отставание от третьей позиции было незначительным, они не справились с волнением во второй день соревнований и, допустив некоторое количество ошибок, заняли итоговое третье место. Через неделю состоялся чемпионат России, на котором Руслан Жиганшин и Виктория Синицина в сложной борьбе сумели завоевать бронзовые медали. На своём дебютном европейском первенстве пара остановилась в шаге от пьедестала. В произвольном танце пара улучшила свой официальный результат. В конце января пара была включена в состав олимпийской сборной в Сочи. На соревнованиях на зимних Олимпийских играх в 2014 году они выступили неудачно, заняв 16-е место. Однако федерация включила пару на чемпионат мира в Японию в марте. Во время чемпионата мира появилась сенсационная информация, что пара Синицина с Жиганшиным проводят последний турнир. На этом пара прекращает выступать вместе. Виктория Синицина становится в пару с Никитой Кацалаповым. В этой сложной ситуации пара Синицина/Жиганшин заняли седьмое место.

## Выступления с Еленой Ильиных

### Сезон 2014—2015
В сложившихся обстоятельствах Ильиных и Жиганшин решили попробовать кататься вместе, так же, как и их бывшие партнёры. Фигуристы вместе начали готовиться к сезону 2014—2015 под руководством Светланы Алексеевой и Елены Кустаровой. Музыкальным сопровождением короткого танца, поставленного испанским хореографом Антонио Нахарро[23], стала опера Жоржа Бизе «Кармен». Для произвольного танца Елена и Руслан выбрали композицию «Appassionata» Secret Garden и «Anthony and Cleopatra» Ferrante and Teicher. Пара дебютировала на китайском этапе Гран-при в ноябре и заняла четвёртое место[24]. Через неделю на московском этапе Гран-при фигуристы продемонстрировали прекрасное катание и заняли 2-е место, попутно улучшив свои спортивные достижения недельной давности[25]. На этом же этапе впервые состоялось очное соревнование бывших партнёров: Елены и Никиты, Виктории и Руслана. По окончании серии Гран-при оказалось, что Ильиных и Жиганшин в первом совместном сезоне смогли пробиться в Барселону в финал[26]. Как сказала Елена, она «мечтала показать „Кармен“ в Барселоне»[27]. Среди лучших пар мира в финале серии Гран-при Ильиных и Жиганшин заняли шестое место. По оценке газеты «Коммерсантъ», «яркий короткий танец „Кармен“ нравится всем, а вот произвольный „Appassionata“ Secret Garden такого сильного впечатления не производит»[28].
На чемпионате России 2015 года после короткого танца Ильиных/Жиганшин лидировали, набрав 70,35 балла, тем самым улучшив свой личный рекорд в коротком танце (официально рекорд регистрируется лишь на международных соревнованиях). По итогам произвольного танца Елена и Руслан набрали 101,06 балла (опять же улучшив свой личный рекорд), но проиграли Монько/Халявину, став вторыми в произвольном танце. По общему числу набранных баллов Ильиных и Жиганшин заняли первое место, став чемпионами России в своём первом совместном сезоне[29].
На чемпионате Европы 2015 года в Стокгольме удачный прокат «Кармен» изобиловал сложнейшими элементами, в частности, твизлами и поддержками четвёртого уровня. После короткого танца пара была второй с 69,94 баллами, чуть отставая от французов Габриэлы Пападакис и Гийома Сизерона[30]. В произвольном танце, ещё более усложнённом в сравнении с чемпионатом России, пару Ильиных/Жиганшин подстерегла неудача: при заходе на поддержку Елена допустила ошибку, зацепилась коньком за брюки Руслана, распоров их на бедре, при этом партнёр получил порез. Помарки были допущены в твизлах и шагах. Из-за сорванного элемента пара оказалась в произвольной программе восьмой, а в общем итоге откатилась на четвёртое место, оставшись без медалей и пропустив на третью позицию Александру Степанову и Ивана Букина[5][6].
На чемпионат мира 2015 года в Шанхае Ильиных, по её словам, приехала без суперцели попасть на пьедестал, пара поставила себе главной задачей прокатать обе программы чисто, получить хорошие баллы, показать судьям, что новый дуэт способен прогрессировать[31]. После короткой программы с танцем «Кармен» были пятыми с 69,46 балла, отставая от лидеров, американской пары Эван Бейтс/Мэдисон Чок на 5 баллов[32]. В произвольной программе партнёры из-за потери внимательности и концентрации[33] сорвали твизлы[20], что отбросило их на седьмую позицию с результатом 164, 84 балла, с отставанием от чемпионов Пападакис/Сизерон почти на 20 баллов. Седьмое место Ильиных/Жиганшина вместе с неудачным выступлением двух других российских дуэтов лишило сборную России одного места на следующем чемпионате мира, где страна будет представлена только двумя парами[34][35]. Экс-чемпион мира и Европы Илья Авербух признал результат дуэта Ильиных/Жиганшин в Шанхае удачным, посетовал, что им немного не хватило сил, порекомендовал паре искать своё узнаваемое лицо, при этом советовал ни Ильиных, ни Кацалапову ни в коем случае не думать, чтобы вновь выступать в тандеме[36][37][38]. Олимпийская чемпионка 1988 года в танцах на льду Наталья Бестемьянова критиковала легкомысленный внешний вид Ильиных на турнире, заставляющий усомниться, что фигуристка приехала бороться за высокие места. А также выразила мнение, что несмотря на то, что Ильиных — «спортсменка талантливая, красивая, были прекрасные задатки», но пары с Жиганшиным у Елены не получилось[39][40].
На командном чемпионате мира-2015 в Токио заняли четвёртое место среди танцевальных пар, вся команда России оказалась второй[41].

### Сезон 2015—2016
Предложенная Ильиных идея произвольного танца нового сезона, поставленного хореографом Антонио Нахарро, — история любви двух творческих личностей под саундтрек из фильма о мексиканской художнице Фриде Кало. Первое представление танца состоялось в сентябре 2015 на открытом прокате сборной России в Сочи[23]. Следующий официальный старт пришёлся в Саранске на турнире Мордовские узоры в октябре. Здесь были улучшены все их прежние достижения, и пара уверенно заняла первое место[42]. В начале ноября фигуристы выступили на этапе Гран-при Ауди Кубок Китая. В итоге они заняли третье место[43]. Во время выступления на Cup of Russia, в короткой программе Руслан Жиганшин упал на твизлах. Благодаря удачно исполненной произвольной программе фигуристы стали в итоговом зачёте пятыми, — отстав от пары Синицина/Кацалапов на две позиции и не попав в финал Кубка в Барселону[44]. На национальном чемпионате во время короткой программы упала партнёрша, и после первого дня соревнований шли на 4 месте. Однако потом удачно исполнили произвольную программу, где были вторыми. По сумме двух программ стали четвёртыми, уступив в борьбе за третье место меньше балла. В результате на чемпионат Европы 2016 года в Братиславе не попали.

### Сезон 2016—2017
Новый предолимпийский сезон пара планировала начать в Германии в сентябре на турнире Небельхорн. По словам Елены Ильиных в короткой программе запланированы блюз и свинг, а для произвольной была выбрана индийская тема. Однако травма Руслана вынудила фигуристов сняться с турнира. В середине октября российские танцоры начали предолимпийский сезон на этапе Гран-при в Чикаго, где на Кубке Америки они заняли место в середине турнирной таблицы. В середине ноября фигуристы выступали на очередном этапе Гран-при в Париже, где на турнире Trophée de France они также финишировали в середине турнирной таблицы. В конце ноября российские танцоры выступали на Tallinn Trophy, где они уверенно выиграли и превзошли все прошлые свои спортивные достижения. В конце декабря на национальном чемпионате в Челябинске фигуристы заняли четвёртое место, проиграв сотые балла за бронзовые медали.
В завершение сезона в середине мая Руслан принял решение завершить активную спортивную карьеру.

## Спортивные достижения

### С Еленой Ильиных
| Соревнования                      | 2014—2015 | 2015—2016 | 2016—2017 |
| --------------------------------- | --------- | --------- | --------- |
| Чемпионаты мира                   | 7         |           |           |
| Чемпионаты Европы                 | 4         |           |           |
| Командные чемпионаты мира         | 2         |           |           |
| Финалы Гран-при                   | 6         |           |           |
| Этапы Гран-при: Cup of China      | 4         | 3         |           |
| Этапы Гран-при: Cup of Russia     | 2         | 5         |           |
| Этапы Гран-при: Skate America     |           |           | 5         |
| Этапы Гран-при: Trophée de France |           |           | 4         |
| Мордовские узоры                  |           | 1         |           |
| Таллинский трофей                 |           |           | 1         |
| Чемпионаты России                 | 1         | 4         | 4         |

### С Викторией Синициной
| Соревнования                              | 2007—2008 | 2008—2009 | 2009—2010 | 2010—2011 | 2011—2012 | 2012—2013 | 2013—2014 |
| ----------------------------------------- | --------- | --------- | --------- | --------- | --------- | --------- | --------- |
| Чемпионаты мира                           |           |           |           |           |           |           | 7         |
| Зимние Олимпийские игры                   |           |           |           |           |           |           | 16        |
| Чемпионат Европы по фигурному катанию     |           |           |           |           |           |           | 4         |
| Зимние Универсиады                        |           |           |           |           |           |           | 3         |
| Чемпионаты России                         |           |           |           |           |           | 5         | 3         |
| Финалы Кубка России                       |           |           |           |           |           | 2         |           |
| Чемпионаты мира среди юниоров             |           |           |           |           | 1         |           |           |
| Cup of China                              |           |           |           |           |           | 6         |           |
| NHK Trophy                                |           |           |           |           |           |           | 8         |
| Cup of Russia                             |           |           |           |           |           | 3         |           |
| Финалы юниорского Гран-при                |           |           |           | 2         | 1         |           |           |
| Кубок Вольво (Рига), Латвия               |           |           |           |           |           | 1         |           |
| Первенство России среди юниоров           | 12        | 7         | 6         | WD        | 1         |           |           |
| Этапы юниорского Гран-при, Австрия        |           |           |           | 2         | 1         |           |           |
| Этапы юниорского Гран-при, Хорватия       |           |           | 5         |           |           |           |           |
| Этапы юниорского Гран-при, Великобритания |           |           |           | 2         |           |           |           |
| Этапы юниорского Гран-при, Италия         |           | 6         |           |           |           |           |           |
| Этапы юниорского Гран-при, Польша         |           |           |           |           | 1         |           |           |
| Этапы юниорского Гран-при, США            |           |           | 5         |           |           |           |           |
| Трофей Северной Рейн-Вестфалии, Германия  |           | 2J        |           |           |           |           |           |

«J» — выступали в юношеском разряде.
«WD» — соревнования не завершили.